# Cyclophorus taiwanense
Cyclophorus taiwanense là một loài dương xỉ trong họ Polypodiaceae. Loài này được Christ C. Chr. mô tả khoa học đầu tiên năm 1905.